# موتور مزار کریمی
موتور مزار کریمی یک منطقهٔ مسکونی در ایران است که در دهستان حومه (ایرانشهر) واقع شده‌است. موتور مزار کریمی ۳۲ نفر جمعیت دارد.